# Afrostyrax
Afrostyrax es un género de plantas con flores perteneciente a la familia Huaceae. Comprende 3 especies descritas y aceptadas.

## Taxonomía
El género fue descrito por Christiaan Hendrik Persoon y publicado en Botanische Jahrbücher für Systematik, Pflanzengeschichte und Pflanzengeographie 43: 216. 1909. La especie tipo es: Afrostyrax kamerunensis Perkins & Gilg

## Especies aceptadas
A continuación se brinda un listado de las especies del género Afrostyrax aceptadas hasta mayo de 2014, ordenadas alfabéticamente. Para cada una se indica el nombre binomial seguido del autor, abreviado según las convenciones y usos. 
- Afrostyrax kamerunensis Perkins & Gilg
- Afrostyrax lepidophyllus Mildbr.
- Afrostyrax macranthus Mildbr.